# Кестнер, Бойд
Бойд Кестнер (англ. Boyd Kestner; род. 23 ноября 1964, Виргиния, США) — американский характерный актёр.
Снимается в голливудских блокбастерах во второстепенных ролях, в основном играя военных офицеров («Солдат Джейн», «Генеральская дочь»  и «Чёрный ястреб») или сотрудников полиции / агентов ФБР («Ганнибал», «Акты насилия»).

## Личная жизнь
У актёра есть брат-близнец Брайан Кестнер, с которым он вместе снимался в фильме «Бегущий человек» (1987).

## Фильмография
| Год  |    | Русское название                  | Оригинальное название      | Роль                        |
| ---- | -- | --------------------------------- | -------------------------- | --------------------------- |
| 1987 | ф  | Бегущий человек                   | The Running Man            | радостный мужчина           |
| 1990 | с  | Изгои                             | The Outsiders              | Дэррил «Дэрри» Кёртис       |
| 1992 | с  | Тихая пристань                    | Knots Landing              | Алекс Барт                  |
| 1992 | тф | Чья-то дочь                       | Somebody's Daughter        | Тоби                        |
| 1992 | тф | Эми Фишер: Моя история            | Amy Fisher: My Story       | Пол Мейкли                  |
| 1997 | ф  | Солдат Джейн                      | G.I. Jane                  | лейтенант «Вик» Виквайер    |
| 1998 | ф  | Свингеры                          | Cleopatra's Second Husband | Зак Тайлер                  |
| 1999 | ф  | Генеральская дочь                 | The General's Daughter     | капитан Джейк Элби          |
| 2000 | с  | Элли Макбил                       | Ally McBeal                | доктор Грег Баррет          |
| 2001 | ф  | Ганнибал                          | Hannibal                   | специальный агент Бёрк      |
| 2001 | ф  | Чёрный ястреб                     | Black Hawk Down            | уоррент-офицер Майк Гоффена |
| 2004 | с  | C.S.I.: Место преступления Майами | CSI: Miami                 | Джефф Лэйтем                |
| 2004 | ф  | До ночи                           | Until the Night            | Дэвид                       |
| 2006 | ф  | Семья                             | Family                     | Элдон                       |
| 2006 | ф  | Ненасытная                        | The Insatiable             | детектив Майкл Лопер        |
| 2008 | ф  | Аппалуза                          | Appaloosa                  | Бронк                       |
| 2010 | ф  | Золото Ханны                      | Hanna's Gold               | Фрэнк                       |
| 2012 | ф  | Шкала агрессии                    | The Agression Scale        | Билл                        |
| 2013 | ф  | Доверься мне                      | Trust Me                   | охранник                    |
| 2014 | с  | Агенты «Щ.И.Т.»                   | Agents of S.H.I.E.L.D.     | бывший агент Ричард Ламли   |
| 2016 | с  | Час пик                           | Rush Hour                  | Эммет Перри                 |
| 2017 | ф  | На одной волне                    | You Get Me                 | мистер Хансон               |
| 2018 | ф  | Акты насилия                      | Acts of Violence           | Стивенс                     |
| 2022 | ф  | Отзвуки прошлого                  | The Old Way                | Роберт МакКаллистер         |